# Botanical Society of the British Isles
A Botanical Society of the British Isles ( BSBI ) ( Sociedade Botânica das Ilhas Britânicas )  é uma Sociedade científica que  reúne  pessoas interessadas pelo estudo da flora do Reino Unido, Irlanda e Ilha de Man. Reúne profissionais e  amadores e é  a maior  sociedade dedicada à botânica das Ilhas Britânicas. A sociedade é dirigida por um comitê de membros eleitos.
Esta sociedade foi fundada sob o nome de  Botanical Society of London ( Sociedade Botânica de Londres ) em  1836. Produz atlas  nacionais e regionais que localizam a distribuição das diferentes espécies de plantas. Publica, além de um boletim informativo trimestral, um periódico,  Watsonia, cujo nome homenageia o botânico  Sir William Watson (1715-1787). A sociedade também organiza diversas conferências e administra cursos de formação. 

## Ligação externa
- Sítio oficial de Sociedade Botânica das Ilhas Britânicas